# 新ベオグラード宣言
新ベオグラード宣言（しんベオグラードせんげん）は、1988年3月に当時のユーゴスラビア社会主義連邦共和国の構成国、セルビア社会主義共和国の首都・ベオグラードを訪問したソ連のミハイル・ゴルバチョフ書記長が打ち出した新しい外交方針である。

ユーゴスラビア社会主義連邦共和国の国旗

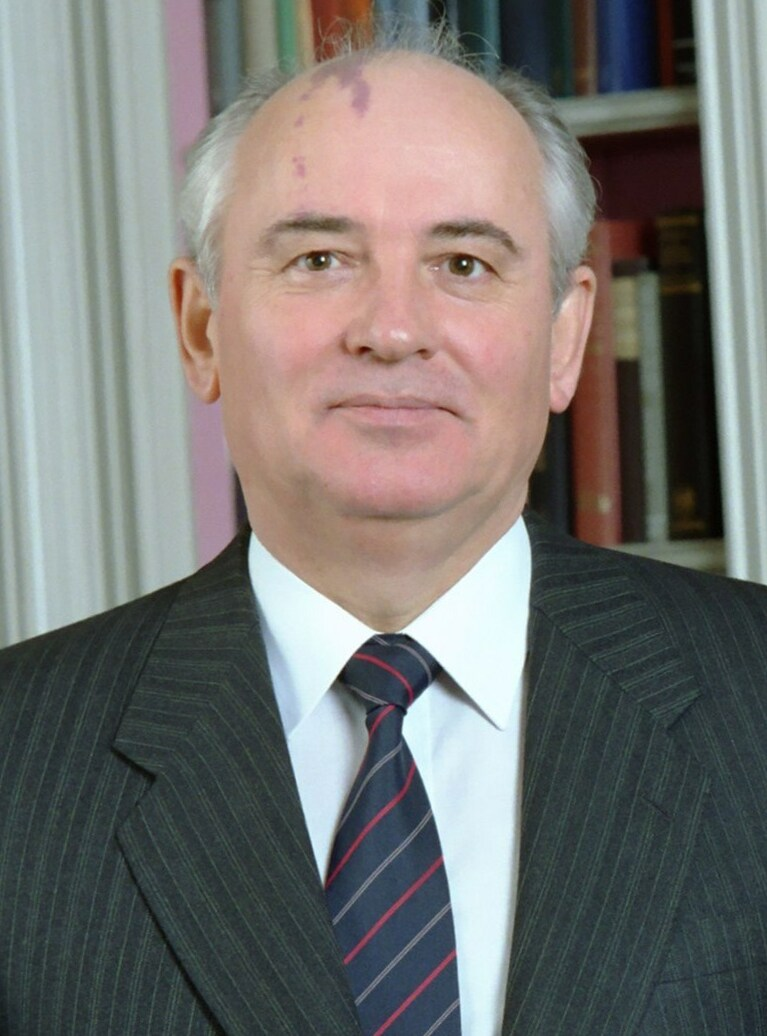
ソ連のゴルバチョフ大統領

## 名称の由来
名称は、1955年、ニキータ・フルシチョフをはじめとするソ連首脳がユーゴスラビアを訪問し、1948年6月のヨシフ・スターリンによるユーゴスラビア共産党のコミンフォルム追放以来断絶していた両国関係の修復をはかった際の「ベオグラード宣言」につぐという意味である。

## 内容
- 東欧で民主化革命のような運動が起きても、ソ連軍やワルシャワ条約機構軍はそれを鎮圧しない。
- ヨシフ・スターリンによるユーゴスラビア共産党のコミンフォルム除外を謝罪する。
- ブレジネフドクトリンの、「社会主義陣営全体の利益の為には、そのうち一国の主権を制限しても構わない」という考えは間違っていた。

## 社会主義諸国の民主化
新ベオグラード宣言は、後の東欧革命と呼ばれる主に1989年に起こった東欧の民主化のきっかけを作った。
各国の民主化の歴史については東欧革命を参照。

## 東欧諸国の変遷
- ポーランド人民共和国→ ポーランド
- ハンガリー人民共和国→ ハンガリー
- ドイツ民主共和国→ ドイツ
- ブルガリア人民共和国→ ブルガリア
- チェコスロバキア社会主義共和国→ チェコ及び スロバキア

- ルーマニア社会主義共和国→ ルーマニア
- アルバニア人民共和国→ アルバニア

## ユーゴスラビアの変遷
- ユーゴスラビア→以下共和国の独立により消滅
- スロベニア社会主義共和国→スロベニア共和国 (1990年-1991年）
- セルビア社会主義共和国→セルビア共和国 （ユーゴスラビア連邦共和国）
- モンテネグロ社会主義共和国→モンテネグロ共和国 （ユーゴスラビア連邦共和国）
- マケドニア社会主義共和国→マケドニア共和国 (1991年)
- クロアチア社会主義共和国→クロアチア共和国 (1990年-1991年)
- ボスニア・ヘルツェゴビナ社会主義共和国→ボスニア・ヘルツェゴビナ共和国・スルプスカ共和国・ヘルツェグ＝ボスナ・クロアチア人共和国
- コソボ社会主義自治州→コソボ共和国 (1990年-2000年)

## ソビエト連邦の変遷
- ソビエト連邦→以下共和国の独立により消滅
- ロシア・ソビエト連邦社会主義共和国→ロシア連邦
- ウクライナ・ソビエト社会主義共和国→ウクライナ共和国 (1991年-1996年)
- 白ロシア・ソビエト社会主義共和国→ベラルーシ共和国
- ウズベク・ソビエト社会主義共和国→ウズベキスタン共和国
- カザフ・ソビエト社会主義共和国→カザフスタン共和国
- グルジア・ソビエト社会主義共和国→ジョージア共和国
- アゼルバイジャン・ソビエト社会主義共和国→アゼルバイジャン共和国
- リトアニア・ソビエト社会主義共和国→リトアニア共和国
- モルダヴィア・ソビエト社会主義共和国→モルドバ共和国
- ラトビア・ソビエト社会主義共和国→ラトビア共和国
- キルギス・ソビエト社会主義共和国→キルギス共和国
- タジク・ソビエト社会主義共和国→タジキスタン共和国
- アルメニア・ソビエト社会主義共和国→アルメニア共和国
- トルクメン・ソビエト社会主義共和国→トルクメニスタン共和国
- エストニア・ソビエト社会主義共和国→エストニア共和国